# Ptilodon infuscata
Ptilodon infuscata är en fjärilsart som beskrevs av Leo Schwingenschuss 1953. Ptilodon infuscata ingår i släktet Ptilodon och familjen tandspinnare. Inga underarter finns listade.